# رافاييل كال
رافاييل كال (بالإسبانية: Rafaél Cal)‏ هو سباح مكسيكي، ولد في 12 نوفمبر 1949.

## وصلات خارجية
- رافاييل كال على موقع الاتحاد الدولي للسباحة (الإنجليزية)
- رافاييل كال على موقع أوليمبيديا (الإنجليزية)